# Iwan Kołomijcew
Iwan Osipowicz Kołomijcew (ros. Иван Осипович Коломийцев, ur. 22 grudnia 1896 we wsi Woroncowo-Nikołajewskoje w guberni stawropolskiej, zm. 27 sierpnia 1919 w Iranie) – rosyjski rewolucjonista, pierwszy przedstawiciel dyplomatyczny Rosji radzieckiej w Iranie (1918 i 1919).

## Życiorys
Urodzony w rodzinie chłopskiej, podczas nauki w szkole średniej należał do kółek socjaldemokratycznych, 1916 powołany do służby w armii, chorąży w korpusie kawalerii, 1917 na 2 Krajowym Zjeździe Armii Kaukaskiej wstąpił do SDPRR(b). Po rewolucji październikowej został głównym komisarzem korpusu ekspedycyjnego w Persji (Iranie), od stycznia 1918 członek i sekretarz odpowiedzialny komitetu rewolucyjnego w Enzeli (obecnie Bandar-e Anzali), od lipca do listopada 1918 z rekomendacji Bakijskiej Rady Komisarzy Ludowych był szefem pierwszej misji dyplomatycznej RFSRR w Iranie. Po aresztowaniu większości członków misji RFSRR w Teheranie 3 listopada 1918 zbiegł do Astrachania i stamtąd wrócił do Moskwy, 28 czerwca 1919 ponownie został szefem misji dyplomatycznej RFSRR w Iranie, jednak 27 sierpnia 1919 został rozstrzelany.